# راشمیکا ماندانا
راشمیکا ماندانا (به انگلیسی: Rashmika Mandanna) (زادهٔ ۵ آوریل ۱۹۹۶) بازیگر هندی است که بیشتر در فیلم‌های تلوگو و کنادا و تعدادی فیلم‌های تامیل و هندی بازی می‌کند.
از کارهای معروف او می‌توان به بازی در فیلم پسر آنجانی، گیتا گویندام، رفیق عزیز، سلطان، کیریک پارتی، سیتا رامام، پوشپا: ظهور، جان‌سخت و وارث اشاره کرد.

## فیلم‌شناسی
| سال  | نام فیلم            | نقش               | زبان  | نکات | مرجع.  |
| ---- | ------------------- | ----------------- | ----- | ---- | ------ |
| ۲۰۱۶ | کیریک پارتی         | سانوی جوزف        | کنادا |      | [ ۳ ]  |
| ۲۰۱۷ | پسر آنجانی          | گیتا              | کنادا |      |        |
| ۲۰۱۸ | بیا بریم            | ال. کارتیک        | تلوگو |      | [ ۴ ]  |
| ۲۰۱۸ | گیتا گویندام        | گیتا              | تلوگو |      |        |
| ۲۰۱۸ | دیوداس              | پوجا              | تلوگو |      |        |
| ۲۰۱۹ | یاجامانا            | کویری             | کنادا |      |        |
| ۲۰۱۹ | رفیق عزیز           | آپارنا "لیلی" دوی | تلوگو |      |        |
| ۲۰۲۰ | جان‌سخت              | سامکروتی          | تلوگو |      |        |
| ۲۰۲۰ | بیشما               | چایترا            | تلوگو |      | [ ۵ ]  |
| ۲۰۲۱ | خشم                 | گیتا              | کنادا |      | [ ۶ ]  |
| ۲۰۲۱ | سلطان               | روکمانی           | تامیل |      | [ ۷ ]  |
| ۲۰۲۱ | پوشپا: ظهور         | سریوالی           | تلوگو |      | [ ۸ ]  |
| ۲۰۲۲ | درود بر شما، خانمها | آدیا              | تلوگو |      | [ ۹ ]  |
| ۲۰۲۲ | سیتا رامام          | آفرین / وحیده     | تلوگو |      | [ ۱۰ ] |
| ۲۰۲۲ | خداحافظ             | تارا بالا         | هندی  |      | [ ۱۱ ] |
| ۲۰۲۳ | وارث                | دیویا             | تامیل |      | [ ۱۲ ] |
| ۲۰۲۳ | ماموریت مجنو        | نسرین             | هندی  |      | [ ۱۳ ] |
| ۲۰۲۳ | حیوان               | گیتانجالی         | هندی  |      |        |